# Kanadische Badmintonmeisterschaft 1938
Die Kanadische Badmintonmeisterschaft 1938 fand Anfang März 1938 in Quebec statt.

## Finalresultate
| Disziplin    | Sieger                      | Finalist                          | Ergebnis         |
| ------------ | --------------------------- | --------------------------------- | ---------------- |
| Herreneinzel | John Samis                  | Jimmy Forsythe                    | 15-2, 15-3       |
| Dameneinzel  | Dorothy Walton              | Isobel Bryson Perodeau            | 11-4, 11-4       |
| Herrendoppel | Jack Sibbald Rod Phelan     | John Samis Bob Pentland           | 15-11, 15-8      |
| Damendoppel  | Margaret Taylor Vess O’Shea | Margaret Robertson Ruth Robertson | 8-15, 15-5, 15-8 |
| Mixed        | Len Schlemm Nancy Bonnar    | Bob Pentland Margaret Taylor      | 9-15, 15-8, 15-9 |